# Xanthorhoe robinsoni
Xanthorhoe robinsoni är en fjärilsart som beskrevs av Louis Beethoven Prout 1939. Xanthorhoe robinsoni ingår i släktet Xanthorhoe och familjen mätare. Inga underarter finns listade i Catalogue of Life.